# Casa Portet
Casa Portet és una masia situada en el terme municipal de Moià, a la comarca catalana del Moianès. Està situada a llevant de Moià, pràcticament integrada en al nucli urbà; és al nord de la carretera N-141c quan aquesta surt del nucli urbà de Moià. És a ponent de la Torreta, al nord-oest i a prop del Molí d'en Pujol.